# アドルフォ・ガルシア・オルテガ
アドルフォ・ガルシア・オルテガ（スペイン語: Adolfo García Ortega、1958年5月22日 - ）は、スペイン・バリャドリッド出身の著作家・スペイン語翻訳家・ジャーナリスト。

## 経歴
1958年にバリャドリッドで生まれた。マドリードが非常に気に入り、1975年に居住することを選んだ。まだフランシスコ・フランコが亡くなる前でフランコ独裁体制下であったため、当初は生活が厳しかった。 
その当時の左翼政治の再建の一部分を構成している間、配管工、大工、郵便局の職員といった様々な仕事に携わった。それと同時にスペイン文献学とフランス文献学の学士課程で学んだ。 
フランスの文化と言語は彼が大きな情熱を注いでいるものの一つである。その証拠に彼はフランス文学の翻訳をして働いており、執筆家としての仕事を並行しながらその翻訳の仕事を中断しなかった。 
1980年代のガルシアは、主に文化と文学批評の記事を、特に『エル・パイス』紙、『ラ・バングアルディア』紙、そして雑誌では『ディアリオ16』、並びに当時の多くの文化雑誌に寄稿していた。 
1988年から1995年の間彼は文化省の顧問を務め、ソラナ、ホルヘ・センプルン、ジョルディ・ソレ・トゥラ各大臣の下で働いていた。 
1995年から2000年までエル・パイース・アギラ―ル新聞紙の編集者を務めていたが、著名な出版社セイクス・バラールを運営するため2000年にそこを辞めた。そして2007年までセイクス・バラールの社長を務めた。 
それ以来グルーポ・プラネタの出版部で顧問として働いている。 
フランス語とカタルーニャ語の翻訳者として、ヴァレリー・ラルボー、ロラン・バルト、ブレーズ・サンドラール、イザベル・エーベルハルト、コレット（Colette）、クロード・ランズマン（Claude Lanzmann）、ライモンド・ケノー（Raymond Queneau）、ローラン・ビネット（Laurent Binet）、ジャン＝ルク・セグレ（Jean-Luc Seigle）、ジャン＝ポール・ディディエローラン（Jean-Paul Didierlaurent）、ジャスミナ・レザ（Yasmina Reza）、アレン・フィンキエルクロ―トとフランスワ・フレンケル（Alain Finkielkraut y Françoise Frenkel）そしてカタルーニャ語詩人のアレックス・スサンナとマイケル・マルティ・イ・ポールtambién a los poetas catalanes Álex Susanna y Miquel Martí i Polを訳している。

## 著作

### 小説
- Los episodios capitales de Osvaldo Mendoza (Mondadori, 1989). ロス・エピソディオス・カピタレス・オスバルド・メンドザ
- Mampaso (Mondadori, 1990; Ollero & Ramos, 2001; Debolsillo, 2008).マンパソ
- Los días rusos (Pre-Textos, 1996; Debolsillo, 2007).ロス・ディアス・ルソス
- Café Hugo (Ollero & Ramos, 1999; Bruguera, 2007; Debolsillo, 2008).カフェ・ウゴ
- Lobo (Ollero & Ramos, 2000; Debolsillo, 2007).   ロボ
- El comprador de aniversarios (Ollero & Ramos, 2003; Debolsillo, 2008; Seix Barral, 2008),エル・コンプラドール・デ・アニヴェルサリオス Premio Dulce Chacón de Narrativa Española.
- Autómata (Bruguera, 2006; Debolsillo, 2007)アウトマタ Premio de la Crítica de Castilla y León, y  Premio Pluma de Plata de la Feria del Libro de Bilbao
- El mapa de la vida (Seix Barral, 2009; Booket, 2011) エル・マパ・デ・ラ・ヴィダ
- Pasajero K (Seix Barral, 2012; Booket, 2013)パサヘロ・カー
- El evangelista (Galaxia Gutenberg, 2016)エル・エヴァンゲリスタ
- Una tumba en el aire (Galaxia Gutenberg, 2019)ウナ・トゥンバ・エン・エル・アイレ Premio Málaga de Novela, 2018

### 短編小説
- Privado paraíso (Endymión, 1988). プリヴァドール・パライソ
- La ruta de Waterloo (Menoscuarto, 2008)ラ・ルタ・デ・ワテロー
- Verdaderas historias extraordinarias (Seix Barral, 2013). (Incluye Privado paraíso, La ruta de Waterloo y el volumen inédito La mujer de Sorrento).ヴェルダデラ・イストリアス・エクストラオルディナリアス （プリヴァドール・パライソ・ラ・ルタ・デ・ワテローとエル・ヴォルーメン・イネディト・ラ・ムヘール・デ・ソレントを含む）

### エッセイ
- Un fin de siglo (Fondo de Cultura Económica, 1988).エル・フィン・デ・シグロ
- Los falsarios de la Luna (Julio Ollero Editor, 1994).ロス・ファルサリオス・デ・ラ・ルナ
- Habitaciones irreales (Trama, 1999).アビタシオネス・イレアレス
- Londres/Edimburgo (Trama, 2000)　ロンドレス
- Lecturas rescatadas (Ediciones Brevedad, Colombia, 2003).レクトゥラス・レスカターダス
- Contra la República Perfecta (Abada Editores, 2007)　コントラ・ラ・レプブリカ・ペルフェクタ
- No es lo mismo (Aforismos cardinales) (Abada Editores, 2015)ノ・エス・ロ・ミスモ
- Fantasmas del escritor (Galaxia Gutenberg, 2017)ファンタスマス・デル・エスクリトール

### 詩
- Esta labor digital (Balneario, 1983).エスタ・ラボル・ディヒタル
- La mirada que dura (Endymión, 1986).ラ・ミラダ・ケ・ドゥラ
- Oscuras razones (Editorial Trieste, 1988).オスクラス・ラソネス
- Fortuna (Pre-Textos, 1993).フォルトゥナ
- La ceniza del paraíso y otros poemas (Fundación Jorge Guillén, 1997).ラ・セニサ・デル・パライソ・イ・オトロス・ポエマス
- Travesía (Pre-Textos, 2000).トラヴェシア
- Pienso siempre en aquellos (Antología) (Maillot Amarillo, 2002).ピエンソ・シエンプレ・エン・アケージョス
- Te adoro, Kafka (Pre-Textos, 2006)テ・アドロ、カフカ
- Nuestra alegría (Abada Editores, 2011)ヌエストラ・アレグリア
- Animal impuro (Poemas reunidos) (Fundación José Manuel Lara - Colección Vandalia, 2015)アニマル・イムプロ（詩集）

### 翻訳
彼の本は英語(Harvill Secker; Vintage; HispaBooks)、イタリア語(Piemme)、ポルトガル語(Temas & Debates)、ギリシャ語(Papiros)、オランダ語(Mouria)、ヘブライ語(Even Hoshen)に翻訳されている。

## 受賞
- Premio Dulce Chacón 2005.[1]
- V Premio de la Crítica de Castilla y León 2007.[1]
- Premio Pluma de Plata de la Feria del Libro de Bilbao, 2007.[1]
- Premio Samuel Hadas de Amistad España-Israel 2012
- Premio ABC Cultural & Ámbito Cultural (Madrid, 30.05.2014).[2]
- XII Premio Málaga de Novela 2018.[3]